# ليزلي ديل
ليزلي ديل (بالإنجليزية: Lesley Dill)‏ هي فنانة أمريكية، ولدت في 1950 في برونكسفيل في الولايات المتحدة.